# Сутоки (Себежское)
Сутоки — деревня в Себежском районе Псковской области России. Входит в состав сельского поселения Себежское.

## География
Деревня расположена на юго-западе региона, в южной части района, около государственной границы с Белоруссией, в лесной местности на территории национального парка «Себежский», у автодороги 58К-284 «Опочка — Дубровка — государственная граница с Республикой Беларусь» (бывшая дорога А117 «Опочка — Полоцк»).
Окружена молодым мелколиственным лесом (средний возраст около 50 лет), преимущественно вторичным, с преобладанием ольхи серой, берёзы бородавчатой, осины. Почва в основном суглинистая.
В окрестностях часто встречаются заяц-русак, косули, лисы, кабаны, еноты, куницы.

## Климат
Климат, как и во всем районе, умеренно континентальный. Характеризуется мягкой зимой, относительно прохладным летом, сравнительно высокой влажностью воздуха и значительным количеством осадков в течение всего года. Средняя температура воздуха в июле +17 °C, в январе −8 °C. Средняя продолжительность безморозного периода составляет 130—145 дней в году. Годовое количество осадков — 600—700 мм. Большая их часть выпадает в апреле — октябре. Устойчивый снежный покров держится 100—115 дней; его мощность обычно не превышает 20-30 см.

## История
В 1941—1944 гг. местность находилась под фашистской оккупацией войсками Гитлеровской Германии.
В 1995—2005 годах деревня входила в состав Осынской волости (ранее Осынского сельсовета), в 2005—2011 годах относилась к Долосчанской волости Себежского района.

## Население
| 2001 | 2002 | 2010 |
| ---- | ---- | ---- |
| 22   | ↘18  | ↘8   |

### Национальный состав
Согласно результатам переписи 2002 года, в национальной структуре населения русские составляли 94 % от общей численности в 18 чел..

## Инфраструктура
Личное подсобное хозяйство.

## Транспорт
Деревня доступна автотранспортом. Остановка общественного транспорта «Сутоки». От Сутоки к деревне Аннинское, на озеро Аннинское идёт местная дорога.